# Oratorio della Madonna di Pié di Poggio
L'oratorio della Madonna di Piè di Poggio è un edificio situato a Scarlino. La sua ubicazione è in località  Piè di Poggio, all'altezza del km 3,000 della strada provinciale n. 84 che conduce al centro di Scarlino salendo lungo le propaggini nord-occidentali di monte d'Alma.

## Storia
L'edificio religioso fu costruito in epoca medievale come luogo di sosta per la preghiera lungo la strada che originava da Porta Pisana e conduceva verso la sottostante pianura.
L'oratorio fu ceduto nel 1669 al convento di San Donato, per poi diventare oggetto di contesa nelle epoche successive tra la diocesi di Grosseto e quella di Massa Marittima: tutto ciò fu una delle concause che portarono all'abbandono dell'edificio religioso, che agli inizi del Novecento risultava in pessimo stato.
Negli anni venti del secolo scorso fu decisa la trasformazione dell'antico complesso religioso nell'attuale complesso abitativo, recentemente ristrutturato.

## Descrizione
L'ex oratorio della Madonna di Piè di Poggio si presenta come un complesso abitativo a pianta rettangolare suddiviso su tre livelli, con strutture murarie prevalentemente rivestite in intonaco.
Alcune tracce più antiche, che testimoniano anche le originarie funzioni religiose a cui era adibita la struttura architettonica, sono ravvisabili nel portico che si articola sull'ala nord-orientale del complesso, ove rimangono rivestimenti in pietra che caratterizzano anche l'ingresso con arco a tutto sesto.